# Ліберійська Квея

Приклад дошки для ліберійської квеї

Ліберійська Квея (Liberian Queah) — це абстрактна стратегічна гра з Ліберії для двох гравців. Конкретно в неї грали в племенах мамба, квея і басса. Грається на дошці з 13ма полями. Фігури рухаються ортогонально. Кожен гравець може мати максимум чотири фішки на дошці. Захоплену фішку гравець може поповнити фішкою з резерву.
Гра дещо схожана шашки, Кіркат та Йоте. Фігури захоплюються коротким стрибком. Гра споріднена з іншими африканськими іграми, як Йоте та Чоко, оскільки фігури можна викладати на дошку під час гри.
Гра також відома просто як Квея (Queah). Як цю гру називали самі гравці — невідомо.

## Історія
Гра була записана Йоганном Бюттікофером у його «Подорожніх замальовках з Ліберії» в кінці 19 століття. Правила були описані не дуже детально. Наприклад, правило поповнення шашок на дошці дається просто так: «Людина, яка втратила палицю (шашку), замінює її іншою, доки їх запас не вичерпається». Це призвело до різних інтерпретацій щодо того, коли саме шашку треба викласти на дошку. Також не вказано, чи є захоплення обов'язковим, чи ні.
В книзі є малюнок цієї гри, яка є більше схожою на плетений кошик з тринадцятьма відділами, аніж на дошку. Замість фішок використовувалися палички, які вставлялися у відділи в кошику.

## Ціль гри
Гравець виграє, коли захоплює всі фігури суперника, або коли суперник не може походити.

## Правила

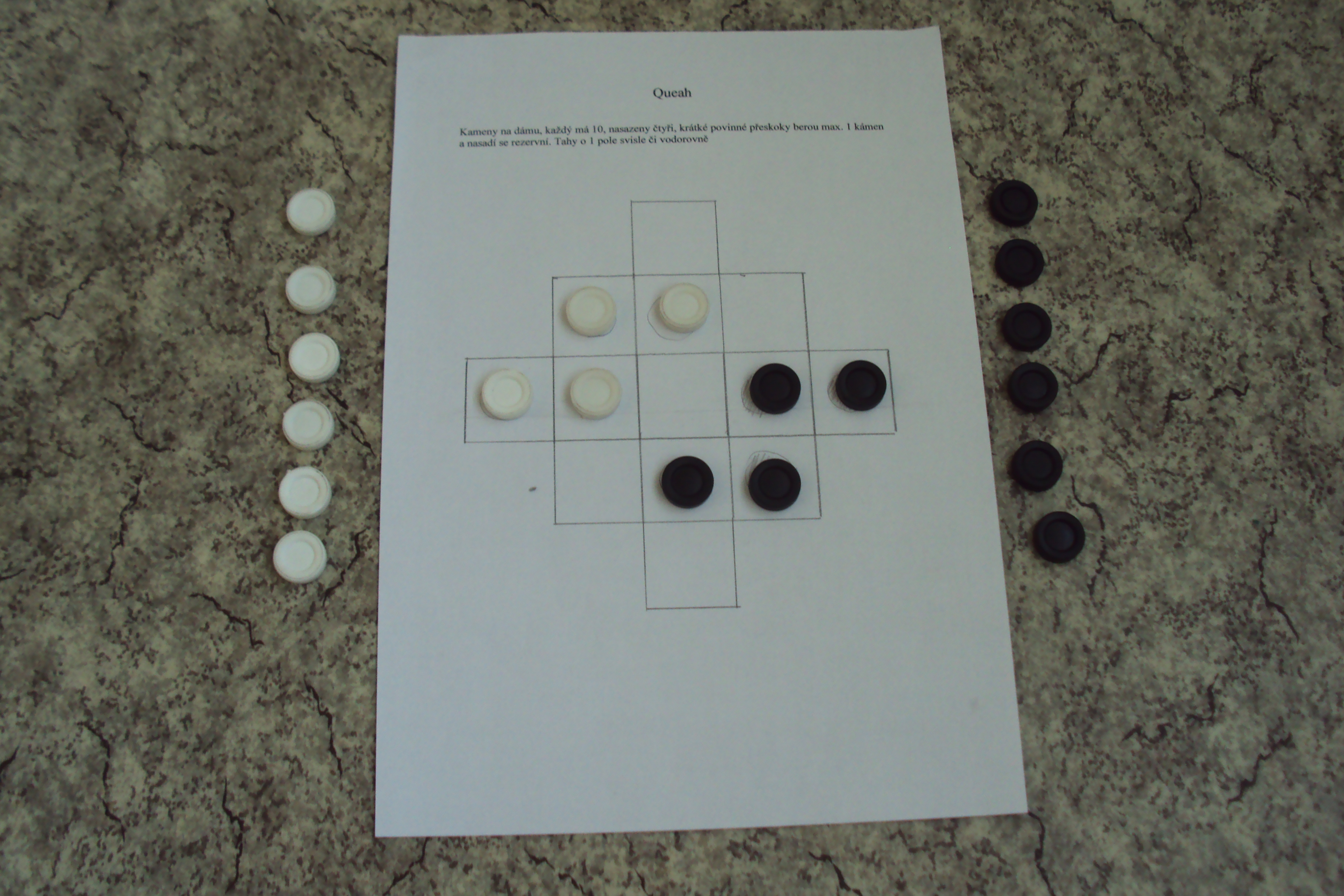
Стартова позиція в ліберійській квеї

Використовується дошка з 13 полями. Кожен гравець має по 10 фішок. Один грає чорними, а інший — білими.
1. Гравці вирішують, якими кольорами грати, і хто починає першим.
2. Гравці спочатку розміщують чотири свої фішки на чотирьох полях, найближчих до них і праворуч від них, як на малюнку. Решту шість фішок гравці кладуть поруч з дошкою.
3. Гравці грають по черзі. За хід можна зробити одну з дій: походити, побити, або викласти на дошку фішку з резерву у випадку, коли на дошці знаходиться менш як чотири фішки власного кольору.
4. Фішка ходить на одну клітинку ортогонально на вільне місце. Діагональних ходів у квеї немає.
5. Фішку суперника можна побити коротким стрибком, схоже, як у шашках. Для побиття фішка гравця повинна бути поруч із фішкою суперника та приземлитися на вільне місце з іншого боку. Побиття, як і ходи — лише ортогональні. За хід можна побити лише одну фішку суперника, множинного побиття — немає. Захоплена фішка видаляється з дошки. Побиття — не обов'язкове.
6. Якщо у гравця на дошці менш як чотири фішки, він замість ходу може викласти фішку на дошку з резерву на будь-яке поле.

## Варіанти
Через неоднозначність правил з першоджерела «Подорожні замальовки з Ліберії» можливе різне тлумачення правил.
Поширеним є варіант правил, де гравець, після того, як побили його фігуру, зобов'язаний викласти свою фішку перед наступним ходом і довести кількість своїх фішок на дошці до чотирьох. Тобто гравець не може мати менше ніж чотири фішки на дошці, окрім випадків, коли його резерв уже закінчився.
Можна грати з правилом, що побиття є обов'язковим, так само як у шашках.